# XCOM: Enemy Unknown
XCOM: Enemy Unknown är ett turordningsbaserat taktiskt strategidatorspel med rollspelselement utvecklat av Firaxis Games och utgivet av 2K Games. 
Spelet släpptes den 9 oktober 2012 till Microsoft Windows, Xbox 360 och Playstation 3. Spelet är baserat på UFO: Enemy Unknown (även känt som X-COM: UFO Defense) från 1994. XCOM: Enemy Unknown ligger närmare originalspelet än förstapersonsskjutaren The Bureau: XCOM Declassified som utvecklades av 2K Marin.
Enemy Unknown utspelar sig i en nära framtid där utomjordingar invaderar Jorden. Spelaren får ta kontrollen över en multinationell elitstyrka kallad XCOM (Extraterrestial Combat Unit), som får uppgiften att försvara Jorden. Spelaren styr sina trupper i fältet genom en serie turbaserade uppdrag. Mellan uppdragen kan spelaren utveckla ny utrustning baserad på insamlad utomjordisk teknologi, bygga ut XCOM:s bas, skicka ut satelliter och bestämma vilka hot som ska besvaras.
XCOM: Enemy Unknown fick ett varmt mottagande med aggregerade betyg på nära 90 % för alla versioner på både Gamerankings och Metacritic. När spelet släppts sades det vara en av de bästa titlarna i genren. Flera kritiker nämnde också spelets höga svårighetsgrader, återspelningsvärde och beroendeframkallning.

## Handling
Spelet utspelar sig i en nära framtid där en utomjordisk invasion påbörjas. Före spelets början har en grupp länder kallade the Council of Nations gått samman för att skapa XCOM, en organisation med de främsta soldater och forskare som gått att uppbringa, i syfte att försvara Jorden från utomjordingarna. Spelaren tar rollen som befälhavare för XCOM och leder sina styrkor i strid mot den teknologiskt överlägsna fienden.